# Franz (månekrater)
Franz er et nedslagskrater på Månen. Det befinder sig på Månens forside og er opkaldt efter den tyske astronom Julius H. Franz (1847 – 1913).
Navnet blev officielt tildelt af den Internationale Astronomiske Union (IAU) i 1935. 

## Omgivelser
Franzkrateret ligger langs den østlige udkant af Sinus Amoris, en bugt som danner en nordlig udvidelse af Mare Tranquillitatis. Det ligger sydvest for det fremtrædende Macrobiuskrater. Mod nord ligger det mindre Carmichaelkrater, og mod nordvest ligger det meget lille Theophrastuskrater. Procluskrateret ligger øst for på den anden side af Palus Somni, "Søvnens mose". 

## Karakteristika
Kraterranden er eroderet af senere nedslag, men har beholdt en almindelig cirkulær form. Kraterbunden er blevet oversvømmet af lava, hvilket har betydet, at der nu kun er en snæver indre kratervæg og en lav rand. Bunden har samme albedo som det omgivende terræn og er ikke så mørk som mareoverfladen mod nord og vest. Satellitkrateret "Proclus E", som er et sammensluttet dobbeltkrater, ligger forbundet med den østlige rands yderside.

## Måneatlas
- Billeder af Franzkrateret i LPI-måneatlasset